# 厳羽
厳 羽（げん う、生没年不詳）は、中国南宋の詩人。字は儀卿、または丹丘。滄浪逋客と号する。

## 生涯と詩論
邵武軍邵武県の出身。早くから学問に志し、隣の光沢県で教授していた包恢の門下となる。同郷の厳仁・厳参とともに詩賦をもって知られ「邵武三厳」と称せられるが、今は厳羽の詩集『滄浪集』だけが残っている。南宋が滅亡した後は隠居してどこにも出仕せず、各地を放浪したという。厳羽のことは『宋史』には記載がなく、『福建通志』にはある。
詩論として『滄浪詩話』1巻があり、詩の評論として重んぜられる。全体は詩弁・詩体・詩法・詩評・詩證の五門に分かれ、漢・魏から盛唐の時代に至るまでの詩、中唐の詩、晩唐の詩と三分し、盛唐の詩を最も高く評価した。末尾には呉景僊の『論詩書』の梗概を記している。

## 訳注
- 『滄浪詩話』、市野沢寅雄、明徳出版社「中国古典新書」、1976年